# Partidul Civic Maghiar-Magyar Polgári Párt

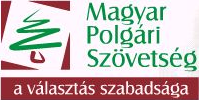
Logo

Die Partidul Civic Maghiar-Magyar Polgári Párt (PCM-MPP) war eine politische Partei in Rumänien. Ihr Name bedeutete etwa Ungarische Bürgerpartei, wobei im offiziellen Parteinamen die rumänische und die ungarische Form aufgeführt werden. Im alltäglichen Gebrauch und auch in vielen Veröffentlichungen verwendeten die Rumänen und die Ungarn in der Regel jeweils nur die eigene Sprache mit den Abkürzungen PCM bzw. MPP. Die Partei fusionierte am 1. November 2022 mit der Erdélyi Magyar Néppárt (kurz: EMNP; rumänisch Partidul Popular Maghiar din Transilvania, kurz: PPMT) zur Erdélyi Magyar Szövetség (kurz: EMSZ; rumänisch Alianța Maghiară din Transilvania, kurz: AMT).

## Politische Orientierung
Die Partei möchte die ungarische Minderheit in Rumänien repräsentieren. Dabei steht sie in Konkurrenz zur bereits 1989 gegründeten Uniunea Democrată Maghiară din România  (UDMR, ung. Romániai Magyar Demokrata Szövetség, deutsch Ungarischer Demokratischer Verband in Rumänien). Dabei ist in der politischen Zielsetzung kein wesentlicher Unterschied zwischen beiden Parteien zu erkennen. Beide befürworten die Schaffung einer politischen Autonomie für das Szeklergebiet. Die PCMMPP nimmt für sich in Anspruch, auch die Interessen der im Szeklergebiet lebenden Rumänen zu vertreten. Sie wirft der UDMR Korruption vor. Diese wiederum befürchtet eine Schwächung der ungarischen Interessen durch die organisatorische Zersplitterung.

## Geschichte
Die Formation wurde im Jahr 2001 als Uniunea Civică Maghiară (ung. Magyar Polgári Szövetség, deutsch etwa Ungarische Bürgerunion) gegründet. Sie sah sich zunächst als parteienunabhängige Bürgerbewegung.
Vor Kommunalwahlen 2004 versuchte sie ihre Registrierung als Partei zu erreichen. Ein Teil der dafür erforderlichen Unterstützungsunterschriften wurde jedoch für ungültig erklärt, wofür die Uniunea Civică Maghiară einflussreiche Kräfte in der UDMR verantwortlich machte. Daher traten ihre Kandidaten entweder als Unabhängige oder auf den Listen der Partei Acțiunea Populară an.
Am 14. März  2008 wurde die Bewegung schließlich offiziell als Partei registriert; in diesem Zuge erfolgte die Umbenennung in die heutige Bezeichnung.
Im Juni 2008 nahm die Partei erstmals mit einer eigenen Liste an den rumänischen Kommunalwahlen teil. Sie konnte einige Abgeordnete in die Parlamente der Kreise Harghita und Covasna entsenden und insgesamt elf Bürgermeisterposten erringen, darunter in den Städten Târgu Secuiesc, Gheorgheni und Băile Tușnad. Es gelang ihr aber nicht, die UDMR als stärkste Partei der ungarischen Minderheit in Rumänien abzulösen; die PCM erreichte einen Anteil von ca. 16 Prozent unter der ungarischen Wählerschaft.
Parteivorsitzender ist der frühere Bürgermeister von Odorheiu Secuiesc, Jenő Szász.

## Aktuelle Situation
Für die Parlamentswahl am 30. November 2008 plante die PCM, ein Bündnis mit der UDMR einzugehen, da sonst die Gefahr bestand, dass keiner der beiden Parteien die Fünfprozenthürde nimmt. Die Gespräche mit der UDMR scheiterten jedoch, so dass die PCM mit eigenen unabhängigen Kandidaten zur Wahl antrat. Diesen gelang allerdings der Einzug ins Parlament nicht.